# Milton H. Greene
Milton H. Greene, all'anagrafe Milton Hawthorne Greene (New York, 14 marzo 1922 – Los Angeles, 8 agosto 1985), è stato un fotografo e produttore cinematografico statunitense.

## Biografia

Audrey Hepburn fotografata da Greene

Celebre fotografo di moda ai tempi di Richard Avedon, Cecil Beaton, Irving Penn e Norman Parkinson, celebre per le foto che fece all'attrice Marilyn Monroe.
Insieme a lei fondò una sua società di produzione, la Marilyn Monroe Production. Insieme produrranno il film Il principe e la ballerina (The Prince and the Showgirl), che sarà anche la loro unica produzione. Fotografò nella sua carriera fra gli altri: Frank Sinatra, Grace Kelly, Marlene Dietrich, Elizabeth Taylor, Cary Grant, Sophia Loren, Groucho Marx, Audrey Hepburn, Judy Garland, Lauren Hutton, Alfred Hitchcock, Romy Schneider, Ava Gardner, Claudia Cardinale, Paul Newman e Lauren Bacall.
Sposato con la modella Amy Greene, la donna non avrà un buon rapporto con la collega del marito. La coppia ebbe due figli Anthony e Joshua.

## Filmografia

### Produttore
- Il principe e la ballerina (1957)